# Brachystelma circinatum
Brachystelma circinatum är en oleanderväxtart som beskrevs av Ernst Meyer. Brachystelma circinatum ingår i släktet Brachystelma och familjen oleanderväxter. Inga underarter finns listade i Catalogue of Life.